# Liste der Mitglieder der National Academy of Sciences/2009
Im Jahr 2009 wählte die National Academy of Sciences der Vereinigten Staaten 90 Personen zu ihren Mitgliedern.

## Neugewählte Mitglieder
- Rafi Ahmed
- Shizuo Akira
- Anthony J. Bebbington
- Lorena S. Beese
- James C. Bergquist
- Tim Berners-Lee
- Gary G. Borisy
- Marian Carlson
- Sun-Yung Alice Chang
- Neal G. Copeland
- Susan N. Coppersmith
- Paul B. Corkum
- Pascale Cossart
- Percy A. Deift
- Sandra Myrna Díaz
- Dennis Dougherty
- Jay C. Dunlap
- Juli Feigon
- Alexei V. Filippenko
- Robert L. Fischer
- Allan Gibbard
- Melvyn C. Goldstein
- Sarah Hake
- Douglas Hanahan
- Caroline S. Harwood
- Harald zur Hausen (1936–2023)
- Ari Helenius
- John E. Hopcroft
- Thomas J. R. Hughes
- Ralph R. Isberg
- Barbara V. Jacak
- Tyler Jacks
- Patricia A. Jacobs
- Rakesh K. Jain
- John D. Joannopoulos
- V. Craig Jordan
- Michael L. Klein
- David L. Kohlstedt
- Jun Kondo
- Monty Krieger
- Kurt Lambeck
- Eric F. Lambin
- Nikos K. Logothetis
- Douglas R. Lowy
- Michael Lynch
- Peter Mansfield
- Charles F. Manski
- David J. Meltzer
- David E. Meyer
- Marc R. Montminy
- Francois M. M. Morel
- John W. Morgan
- Ellen S. Mosley-Thompson
- Roger B. Myerson
- Hiroshi Nikaido
- Daniel G. Nocera
- Baldomero M. Olivera
- Christos Papadimitriou
- Dinshaw J. Patel
- Stanton J. Peale (1937–2015)
- Mu-ming Poo
- C. Dale Poulter
- Adrian Raftery
- Alexander S. Raikhel
- Robert E. Ricklefs
- Adam G. Riess
- G. Shirleen Roeder
- Anne Salmond
- Agnar Sandmo (1938–2019)
- Peter Schuster
- Frank J. Sciulli
- John W. Sedat
- Peter M. Shearer
- Hee-Sup Shin
- Kevan M. Shokat
- Eric D. Siggia
- Paul W. Sternberg
- Gilbert Strang
- Michael P. Stryker
- Shelley E. Taylor
- Glauco P. Tocchini-Valentini
- Donald G. Truhlar
- Cumrun Vafa
- Arieh Warshel
- John D. Weeks
- Detlef Weigel
- Jonathan S. Weissman
- Wing Hung Wong
- Yu Xie
- S. Lawrence Zipursky